# Diego Castro
Diego Castro Giménez (ur. 2 lipca 1982) – hiszpański piłkarz grający na pozycji skrzydłowego w australijskim zespole Perth Glory FC.

## Kariera piłkarska
Castro rozpoczął profesjonalną grę w piłkę w trzecioligowym Pontevedra CF. Następnie przeszedł do Malagi, ale grał tam tylko w drużynie B. W pierwszej drużynie Malagi zagrał tylko dwa razy, w grudniu 2005 roku.
Po tym jak Malaga spadła z ligi w sezonie 2005/06, przeniósł się do drugoligowego Sportingu Gijon. Był tam ważną częścią pierwszego zespołu od początku jego pobytu w klubie.
W 2011 roku podpisał kontrakt z Getafe CF na zasadzie wolnego transferu. Od 2015 roku występuje w lidze australijskiej w zespole Perth Glory FC.

### Statystyki klubowe
| Sezon   | Klub           | Kraj      | Liga               | Mecze | Bramki | Puchar Kraju | Mecze | Bramki | Rozgrywki Europy | Mecze | Bramki |
| ------- | -------------- | --------- | ------------------ | ----- | ------ | ------------ | ----- | ------ | ---------------- | ----- | ------ |
| 2001/02 | Pontevedra CF  | Hiszpania | Segunda División B | 19    | 2      | -            | -     | -      | -                | -     | -      |
| 2002/03 | Pontevedra CF  | Hiszpania | Segunda División B | 33    | 9      | -            | -     | -      | -                | -     | -      |
| 2003/04 | Malaga CF B    | Hiszpania | Segunda División   | 24    | 4      | -            | -     | -      | -                | -     | -      |
| 2004/05 | Malaga CF B    | Hiszpania | Segunda División   | 33    | 1      | -            | -     | -      | -                | -     | -      |
| 2005/06 | Malaga CF B    | Hiszpania | Segunda División   | 33    | 1      | -            | -     | -      | -                | -     | -      |
| 2005/06 | Málaga CF      | Hiszpania | Primera División   | 2     | 0      | -            | -     | -      | -                | -     | -      |
| 2006/07 | Sporting Gijón | Hiszpania | Segunda División   | 38    | 7      | -            | -     | -      | -                | -     | -      |
| 2007/08 | Sporting Gijón | Hiszpania | Segunda División   | 37    | 7      | -            | -     | -      | -                | -     | -      |
| 2008/09 | Sporting Gijón | Hiszpania | Primera División   | 32    | 6      | -            | -     | -      | -                | -     | -      |
| 2009/10 | Sporting Gijón | Hiszpania | Primera División   | 35    | 10     | -            | -     | -      | -                | -     | -      |
| 2010/11 | Sporting Gijón | Hiszpania | Primera División   | 28    | 10     | -            | -     | -      | -                | -     | -      |
| 2011/12 | Getafe CF      | Hiszpania | Primera División   | 31    | 7      | -            | -     | -      | -                | -     | -      |
| 2012/13 | Getafe CF      | Hiszpania | Primera División   | 34    | 7      | -            | -     | -      | -                | -     | -      |
| 2013/14 | Getafe CF      | Hiszpania | Primera División   | 32    | 1      | -            | -     | -      | -                | -     | -      |
| 2014/15 | Getafe CF      | Hiszpania | Primera División   | 32    | 3      | Puchar Króla | 4     | 1      | -                | -     | -      |

Stan na: 23 maja 2015 r.